# Olympische Sommerspiele 1964/Fußball – Gruppe C
| Pl. | Land             | Sp. | S | U | N | Tore    | Diff. | Punkte |
| --- | ---------------- | --- | - | - | - | ------- | ----- | ------ |
| 1.  | Tschechoslowakei | 3   | 3 | 0 | 0 | 012:200 | +10   | 06:0   |
| 2.  | VA Republik      | 3   | 1 | 1 | 1 | 012:600 | +6    | 03:30  |
| 3.  | Brasilien        | 3   | 1 | 1 | 1 | 005:200 | +3    | 03:30  |
| 4.  | Südkorea         | 3   | 0 | 0 | 3 | 001:200 | −19   | 0:60   |

Spiele der Gruppe C des olympischen Fußballturniers 1964.

## Tschechoslowakei – Südkorea 6:1 (4:0)
| Tschechoslowakei                                                   | Tschechoslowakei | Südkorea | Südkorea |
| ------------------------------------------------------------------ | --- | --- | -------- |
| Tschechoslowakei                                                   | \| 1. Spieltag \| \| 12. Oktober 1964 um 13:55 Uhr in Ōmiya (Ōmiya-Park-Fußballstadion) \| \| Schiedsrichter: Rafael Valenzuela ( Mexiko) \|                            | \| 1. Spieltag \| \| 12. Oktober 1964 um 13:55 Uhr in Ōmiya (Ōmiya-Park-Fußballstadion) \| \| Schiedsrichter: Rafael Valenzuela ( Mexiko) \|                | Südkorea |
| Tschechoslowakei                                                   | František Schmucker – Anton Urban, Vladimír Weiss – Karel Pičman, Josef Vojta, Ján Geleta – Ján Brumovský, Karel Lichtnégl, František Valošek, Ivan Mráz, Vojtech Masný | Ham Heung-chul – Kim Jung-suk, Kim Hong-bok – Kim Sam-rak, Cha Tae-sung, Kim Jung-nam – Lee Yi-woo, Huh Yoon-jung, Woo Sang-kwon, Cho Yoon-ok, Cho Sung-dal | Südkorea |
| Tschechoslowakei                                                   | 1:0 Lichtnégl (25.) 2:0 Vojta (26.) 3:0 Mráz (32.) 4:0 Masný (43.) 5:1 Mráz (68.) 6:1 Masný (71.)                                                                       | 4:1 Lee Yi-woo (59.) | Südkorea |
| 1. Spieltag                                                        | | |          |
| 12. Oktober 1964 um 13:55 Uhr in Ōmiya (Ōmiya-Park-Fußballstadion) | | |          |
| Schiedsrichter: Rafael Valenzuela ( Mexiko)                        | | |          |

## Brasilien – V.A.R. 1:1 (1:0)
| Brasilien                                                 | Brasilien | Vereinigte Arabische Republik | Vereinigte Arabische Republik |
| --------------------------------------------------------- | --- | --- | ----------------------------- |
| Brasilien                                                 | \| 1. Spieltag \| \| 12. Oktober 1964 um 14:00 Uhr in Tokio (Komazawa-Stadion) \| \| Schiedsrichter: Rudi Glöckner ( BR Deutschland) \| | \| 1. Spieltag \| \| 12. Oktober 1964 um 14:00 Uhr in Tokio (Komazawa-Stadion) \| \| Schiedsrichter: Rudi Glöckner ( BR Deutschland) \|                                | Vereinigte Arabische Republik |
| Brasilien                                                 | Hélio Dias – Mura, Zé Luiz – Elizeu, Valdez, Adevaldo – Roberto Miranda, Zé Roberto, Humberto, Ivo Soares, Ademar Caravetti             | Fathi Khorshid – Yaken Zaki Hussain, Amin El-Esnawi – Samir Qotb, Hamdi Badawi, Raafat Attia – Ibrahim Riad, Khalil Shahin, Taha Ismail, Nabil Nosseir, Mahmoud Hassan | Vereinigte Arabische Republik |
| Brasilien                                                 | 1:0 Miranda (10.) | 1:1 Shahin (88.) | Vereinigte Arabische Republik |
| 1. Spieltag                                               | | |                               |
| 12. Oktober 1964 um 14:00 Uhr in Tokio (Komazawa-Stadion) | | |                               |
| Schiedsrichter: Rudi Glöckner ( BR Deutschland)           | | |                               |

## Tschechoslowakei – V.A.R. 5:1 (3:0)
| Tschechoslowakei                                                | Tschechoslowakei | Vereinigte Arabische Republik | Vereinigte Arabische Republik |
| --------------------------------------------------------------- | --- | --- | ----------------------------- |
| Tschechoslowakei                                                | \| 2. Spieltag \| \| 14. Oktober 1964 um 14:00 Uhr in Tokio (Prinz-Chichibu-Stadion) \| \| Schiedsrichter: István Zsolt ( Ungarn) \|                                  | \| 2. Spieltag \| \| 14. Oktober 1964 um 14:00 Uhr in Tokio (Prinz-Chichibu-Stadion) \| \| Schiedsrichter: István Zsolt ( Ungarn) \|                              | Vereinigte Arabische Republik |
| Tschechoslowakei                                                | František Schmucker – Anton Urban, Vladimír Weiss – Karel Pičman, Josef Vojta, Ján Geleta – Ján Brumovský, Karel Lichtnégl, Ludovít Cvetler, Ivan Mráz, Vojtech Masný | Fathi Khorshid – Amin Darwish, Amin El-Esnawi – Rifaat El-Fanaguili, Ahmed Gad, Hamdi Badawi – Ibrahim Riad, Mohamed Seddik, Taha Ismail, Ali Etman, Faruk Mahmud | Vereinigte Arabische Republik |
| Tschechoslowakei                                                | 1:0 Vojta (5.) 2:0 Vojta (27.) 3:0 Urban (36.) 4:1 Mráz (83.) 5:1 Cvetler (84.)                                                                                       | 3:1 Riad (53.) | Vereinigte Arabische Republik |
| 2. Spieltag                                                     | | |                               |
| 14. Oktober 1964 um 14:00 Uhr in Tokio (Prinz-Chichibu-Stadion) | | |                               |
| Schiedsrichter: István Zsolt ( Ungarn)                          | | |                               |

## Brasilien – Südkorea 4:0 (2:0)
| Brasilien                                                     | Brasilien | Südkorea | Südkorea |
| ------------------------------------------------------------- | --- | --- | -------- |
| Brasilien                                                     | \| 2. Spieltag \| \| 14. Oktober 1964 um 14:00 Uhr in Yokohama (Mitsuzawa-Stadion) \| \| Schiedsrichter: Salih Boukkill ( Marokko) \| | \| 2. Spieltag \| \| 14. Oktober 1964 um 14:00 Uhr in Yokohama (Mitsuzawa-Stadion) \| \| Schiedsrichter: Salih Boukkill ( Marokko) \|                       | Südkorea |
| Brasilien                                                     | Hélio Dias – Mura, Zé Luiz – Elizeu, Valdez, Adevaldo – Roberto Miranda, Antônio Mattar, Zé Roberto, Ivo Soares, Ademar Caravetti     | Ham Heung-chul – Lee Woo-bong, Kim Hong-bok – Kim Sam-rak, Park Seung-ok, Kim Jung-suk – Lee Yi-woo, Huh Yoon-jung, Cha Tae-sung, Cho Yoon-ok, Cho Sung-dal | Südkorea |
| Brasilien                                                     | 1:0 Zé Roberto (30.) 2:0 Elizeu (44.) 3:0 Elizeu (54.) 4:0 Miranda (73.)                                                              | | Südkorea |
| 2. Spieltag                                                   | | |          |
| 14. Oktober 1964 um 14:00 Uhr in Yokohama (Mitsuzawa-Stadion) | | |          |
| Schiedsrichter: Salih Boukkill ( Marokko)                     | | |          |

## Brasilien – Tschechoslowakei 0:1 (0:0)
| Brasilien                                                          | Brasilien | Tschechoslowakei | Tschechoslowakei |
| ------------------------------------------------------------------ | --- | --- | ---------------- |
| Brasilien                                                          | \| 3. Spieltag \| \| 16. Oktober 1964 um 13.55 Uhr in Ōmiya (Ōmiya-Park-Fußballstadion) \| \| Schiedsrichter: Asghar Teherani ( Iran) \| | \| 3. Spieltag \| \| 16. Oktober 1964 um 13.55 Uhr in Ōmiya (Ōmiya-Park-Fußballstadion) \| \| Schiedsrichter: Asghar Teherani ( Iran) \|                                     | Tschechoslowakei |
| Brasilien                                                          | Hélio Dias – Mura, Zé Luiz – Elizeu, Valdez, Adevaldo – Roberto Miranda, Antônio Mattar, Zé Roberto, Ivo Soares, Ademar Caravetti        | Anton Švajlen – Anton Urban, Vladimír Weiss – Karel Pičman, Štefan Matlák, Karel Nepomucký – Ján Brumovský, Josef Vojta, František Valošek, František Knebort, Vojtech Masný | Tschechoslowakei |
| Brasilien                                                          | 0:1 Valošek (77.) | | Tschechoslowakei |
| 3. Spieltag                                                        | | |                  |
| 16. Oktober 1964 um 13.55 Uhr in Ōmiya (Ōmiya-Park-Fußballstadion) | | |                  |
| Schiedsrichter: Asghar Teherani ( Iran)                            | | |                  |

## Südkorea – V.A.R.  0:10 (0:3)
| Südkorea                                                         | Südkorea | Vereinigte Arabische Republik | Vereinigte Arabische Republik |
| ---------------------------------------------------------------- | --- | --- | ----------------------------- |
| Südkorea                                                         | \| 3. Spieltag \| \| 16. Oktober 1964 um 14:00 Uhr in Tokio (Prinz-Chichibu-Stadion) \| \| Schiedsrichter: Rudi Glöckner ( Deutsche Demokratische Republik) \|      | \| 3. Spieltag \| \| 16. Oktober 1964 um 14:00 Uhr in Tokio (Prinz-Chichibu-Stadion) \| \| Schiedsrichter: Rudi Glöckner ( Deutsche Demokratische Republik) \|  | Vereinigte Arabische Republik |
| Südkorea                                                         | Ham Heung-chul – Kim Jung-suk, Kim Hong-bok – Kim Sam-rak, Cha Tae-sung, Kim Jung-nam – Cha Kyung-bok, Huh Yoon-jung, Woo Sang-kwon, Cho Yoon-ok, Kim Duk-joong     | Ahmed Reda – Amin Darwish, Amin El-Esnawi – Rifaat El-Fanaguili, Ahmed Gad, Hamdi Badawi – Ibrahim Riad, Mohamed Seddik, Taha Ismail, Ali Etman, Mahmoud Hassan | Vereinigte Arabische Republik |
| Südkorea                                                         | 0:1 Riad (14.) 0:2 Riad (17.) 0:3 Riadh (40.) 0:4 Riad (48.) 0:5 Seddik (50.) 0:6 El-Fanagili (61.) 0:7 Etman (66.) 0:8 Riad (72.) 0:9 Riad (77.) 0:10 Hassan (78.) | | Vereinigte Arabische Republik |
| 3. Spieltag                                                      | | |                               |
| 16. Oktober 1964 um 14:00 Uhr in Tokio (Prinz-Chichibu-Stadion)  | | |                               |
| Schiedsrichter: Rudi Glöckner ( Deutsche Demokratische Republik) | | |                               |